# 大正日日新聞
大正日日新聞（たいしょうにちにちしんぶん）は1919年から1920年にかけて大阪府で発行された新聞である。
1919年11月、大阪の商人・勝本忠兵衛が当時としては破格の資本金200万円で創設。社長に貴族院議員の藤村義朗を招き、大阪朝日新聞を退社した鳥居素川を主筆兼編集局長とするなど、「日本一の大新聞」としてPRした。しかし、先発の大阪毎日新聞、大阪朝日新聞といういずれも現在の全国紙に発展する大手新聞社の圧力が大きく、経営難に苦しみ、1920年6月にわずか8ヶ月で廃刊する憂き目を見てしまったた。
同年の1920年8月に大本の出口王仁三郎が50万円で買収し、当時は世界的にも珍しい宗教団体発行の新聞として発行を続ける。しかし1921年の第一次大本事件で頓挫して、1923年3月に人手に渡り、鳥居時代とも大本時代とも袂別するが、1948年12月に廃刊となる。